# Hans Ferdinand Massmann
Hans Ferdinand Massmann, o Maßmann (Berlino, 15 agosto 1797 – Bad Muskau, 3 agosto 1874), è stato un filologo tedesco, conosciuto per i suoi studi sull'Alto tedesco medio e sulla letteratura.
Massmann nacque a Berlino, nella Marca di Brandeburgo, dove studiò. Dopo aver preso parte alla Sesta coalizione, le sue idee radicali e le sue simpatie "demagogogiche" gli causarono difficoltà con l'autorità. Nel 1826 divenne insegnante all'Royal Gymnastic Institute di Monaco di Baviera e poi fu professore di Letteratura tedesca antica all'Università Ludwig Maximilian di Monaco.  A Berlino, dove si trasferì nel 1842 per introdurre l'esercizio ginnico nell'esercito prussiano, accettò la poltrona di filologia germanica all'Università di Berlino. Morì a Muskau in Lusazia.
Le opere di Massmann includono edizioni della Deutsche Gedichte des 12 Jahrhunderts (1837 - 1842); Tristan di Gottfried (1843); Kaiserchronik (1849 - 1853); delle traduzioni del vescovo goto Ulfilas (1855 - 1856) e della Germania di Tacito (1847); Geschichte des mittelalterlichen Schachspiels (1839);  Litteratur der Totentänze (1840).